# Reale Accademia di Musica
La Reale Accademia di Musica è un gruppo di rock progressivo di Roma, nato nei primi anni settanta del secolo scorso e riportato alla luce nel 2018, a distanza di quasi mezzo secolo, da Pericle Sponzilli, chitarrista e membro fondatore della band.

## Storia del gruppo
La formazione era costituita in gran parte dai componenti del disciolto gruppo Fholks con l'aggiunta del batterista Roberto Senzasono (ex Skylarks ed ex Boa Boa).
Alla fine della registrazione dell'unico effettivo album del gruppo (eponimo, del 1972), il chitarrista Pericle Sponzilli partì per l'India e fu sostituito da Nicola Agrimi (ex Le Esperienze). Fu però subito rimpiazzato da Nicola Distaso (da Le Rivelazioni) e dopo poco da Gianfranco Coletta. Anche Senzasono abbandonò la formazione e il batterista Walter Martino (già con Il Ritratto di Dorian Gray) suonò fino al 1973, anno in cui la formazione si sciolse. Distaso entrò nei Logan Dwight, mentre Martino si unì ai Goblin.
Henryk Topel Cabanes, Federico Troiani, Roberto Senzasono, il bassista Dino Cappa e il chitarrista Gianfranco Coletta (del Banco del Mutuo Soccorso e Chetro & Co.) lavorarono ancora insieme con il cantautore Adriano Monteduro, pubblicando nel 1974 un album a doppio nome, Adriano Monteduro & Reale Accademia di Musica. Nel 1974 la RCA produce l'album La Cometa rimasto inedito fino al 2010 quando Cabanes, utilizzando un nastro conservato da Stefano Fournier, lo ristampa su CD. La formazione del disco comprende: Henryk (Enrique) Topel Cabanes (voce e chitarra acustica), Gianfranco Coletta, Pericle Sponzilli (chitarre), Federico Troiani (tastiere), Carlo Bruno (basso), Stefano Fournier e Roberto Senzasono (batteria e percussioni), Tony Marcus (violino). Nel 1975 realizzano con Nada l'album 1930: Il domatore delle scimmie. Effettuano poi anche un tour con la cantante livornese, al termine del quale si sciolgono, continuando l'attività come solisti. 
Sarà poi Pericle Sponzilli, nel 2018, a prendere in mano le redini del progetto e a traghettare l’idea di “progressive” in un orizzonte contemporaneo, chiamando a farne parte l’amico Fabio Liberatori, collaboratore di Lucio Dalla e membro fondatore degli Stadio, Erika Savastani dei Deserto Rosso e Fabio Fraschini. Fortunatamente le esperienze e le capacità individuali si fondono e prende vita una stimolante sinergia creativa. Viene registrato così l’album Angeli mutanti, pubblicato dalla etichetta M.P. & Records. Ottimi sono i riscontri in Italia, in America Latina, Giappone, Corea, Canada, Olanda, ecc. Incoraggiati dai buoni risultati, Pericle Sponzilli e Fabio Liberatori scrivono nuovo materiale e il gruppo, oramai ben coeso, inizia le registrazioni per un nuovo album, questa volta con il sostegno del produttore e musicista Danilo Pao. L’emergenza Covid rallenta un po’ la lavorazione ma finalmente, a novembre 2022, viene pubblicato per Sony Music Lame di Luce.

## Formazione

### Formazione attuale
- Pericle Sponzilli - voce, chitarra
- Fabio Liberatori - tastiere
- Erika Savastani - voce
- Fabio Fraschini - basso

### Ex componenti
- Henryk Topel Cabanes - voce (1972-1975)
- Nicola Agrimi - chitarra (1972)
- Gianfranco Coletta - chitarra (1972-1975)
- Nicola Distaso - chitarra (1973)
- Federico Troiani - tastiere (1972-1975)
- Pierfranco Pavone - basso (1972-1973)
- Carlo Bruno - basso (1974)
- Dino Cappa - basso (1974-1975)
- Roberto Senzasono - batteria (1972-1974)
- Walter Martino - batteria (1973)
- Stefano Fournier  - batteria (1974)
- Andy Bartolucci - batteria (2018)
- Francesco Isola - batteria (2022)

## Discografia
- 1972 - Reale Accademia di Musica  (Dischi Ricordi, SMRL 6105)
- 1974 - Adriano Monteduro & Reale Accademia di Musica (RCA Italiana, TPL 1-1038; con Adriano Monteduro)
- 1974 - La cometa
- 1975 - 1930: Il domatore delle scimmie (RCA Italiana, TPL 1-1157; con Nada)
- 2018 - Angeli mutanti  (M.P. & Records, MPRCD077-MPRLP078)
- 2022 - Lame di luce (Sony Music-Lasugo)